# Чахвадзе, Владимир Зосимович
Владимир Зосимович Чахвадзе (21 января 1933, Тбилиси — 25 января 2021, Магнитогорск) — российский виолончелист, заслуженный артист Российской Федерации (2004), профессор, концертирующий музыкант-виолончелист и педагог. Автор трех книг, и свыше 30 научных статей, преподавал в Ташкентской и Новосибирской консерваториях, в последнее время работал в Магнитогорской консерватории.

## Биография
Отец — Зосим Федорович Чахвадзе (1898—1938), профессор Тбилисского университета, один из основателей школы грузинской статистики. Мать — Ольга Тимофеевна Чахвадзе (урождённая Финченко; 1907—1980), жена и секретарь Зосима Федоровича Чахвадзе.

## Творческая деятельность
Выпускник Ташкентской государственной консерватории (класс профессора Г. В. Васильева) и исполнительской аспирантуры Новосибирской (класс профессора Г. И. Пеккера) консерваторий. Играл с симфоническими оркестрами под управлением выдающихся дирижёров. Выступал с исполнением сольных и камерных концертов в двух отделениях, а также в качестве солиста-концертмейстера симфонического оркестра ГАБТ Узбекистана им. А. Навои в Ташкенте, Новосибирске, Москве, Тбилиси, городах Кавказских минеральных вод, Сибири, Южного Урала и Зауралья. Всесоюзная фирма «Мелодия» выпустила грампластинки с записью сольных программ и с исполнением соло в балетах композиторов Узбекистана. 

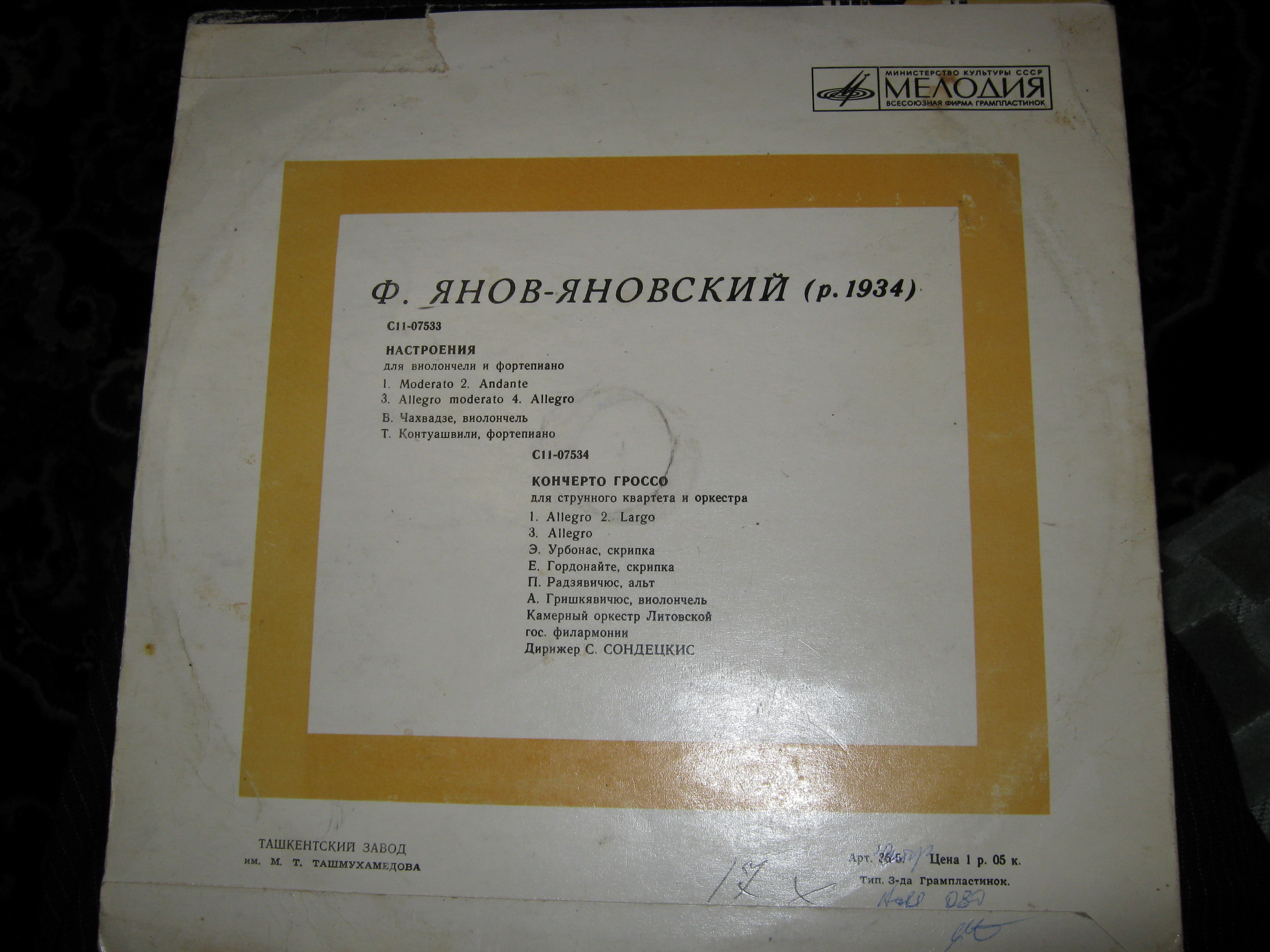

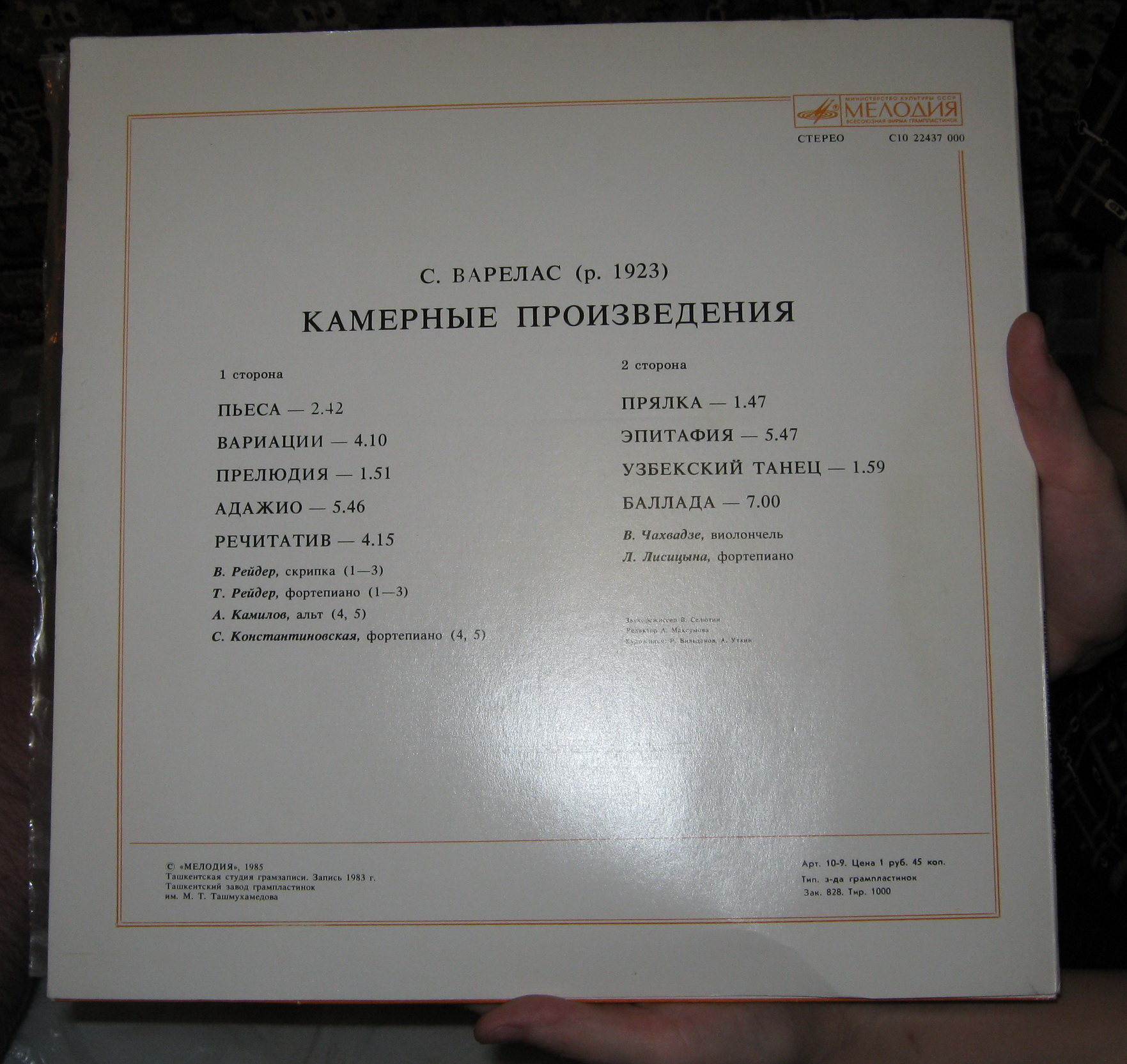

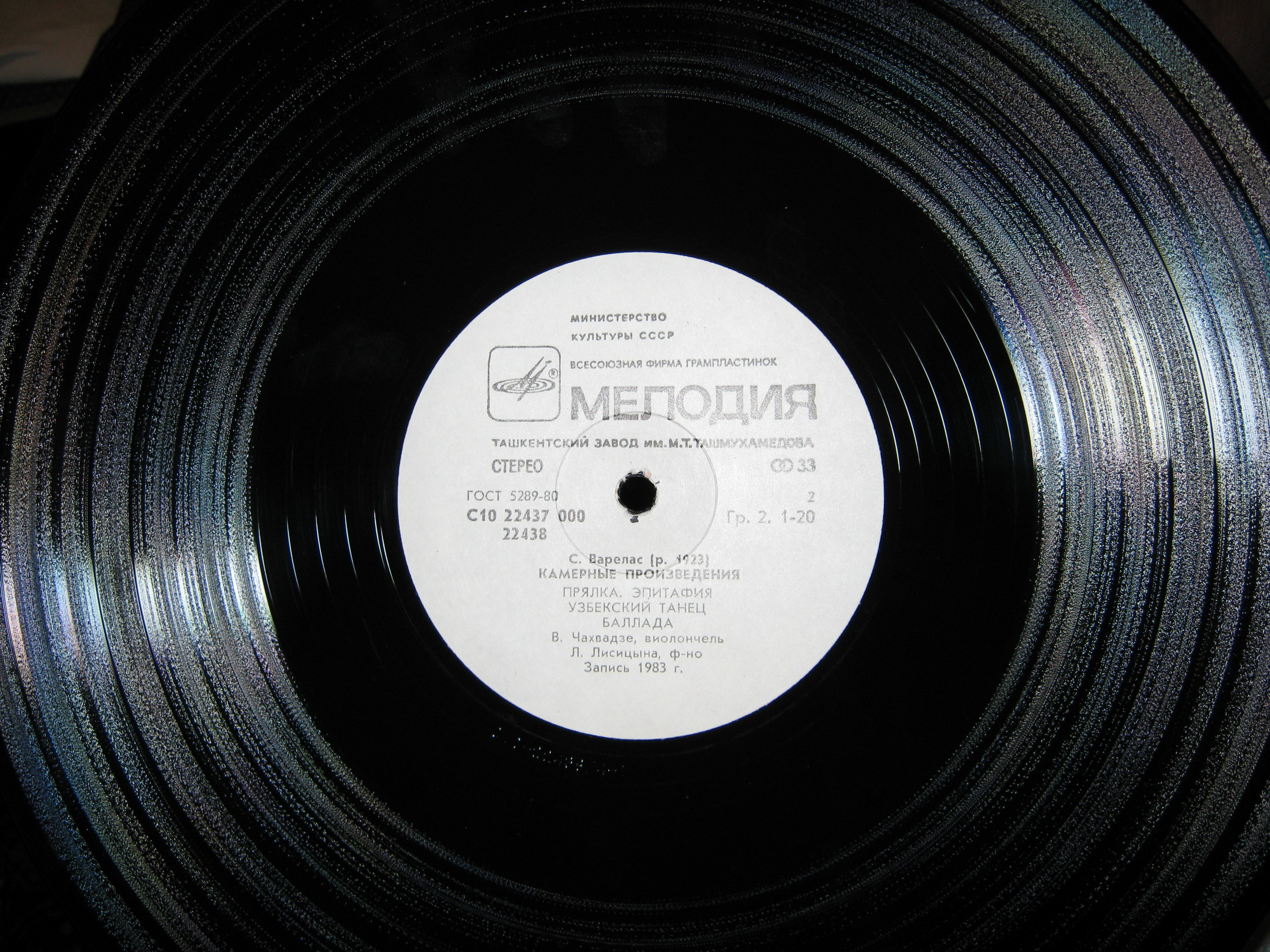

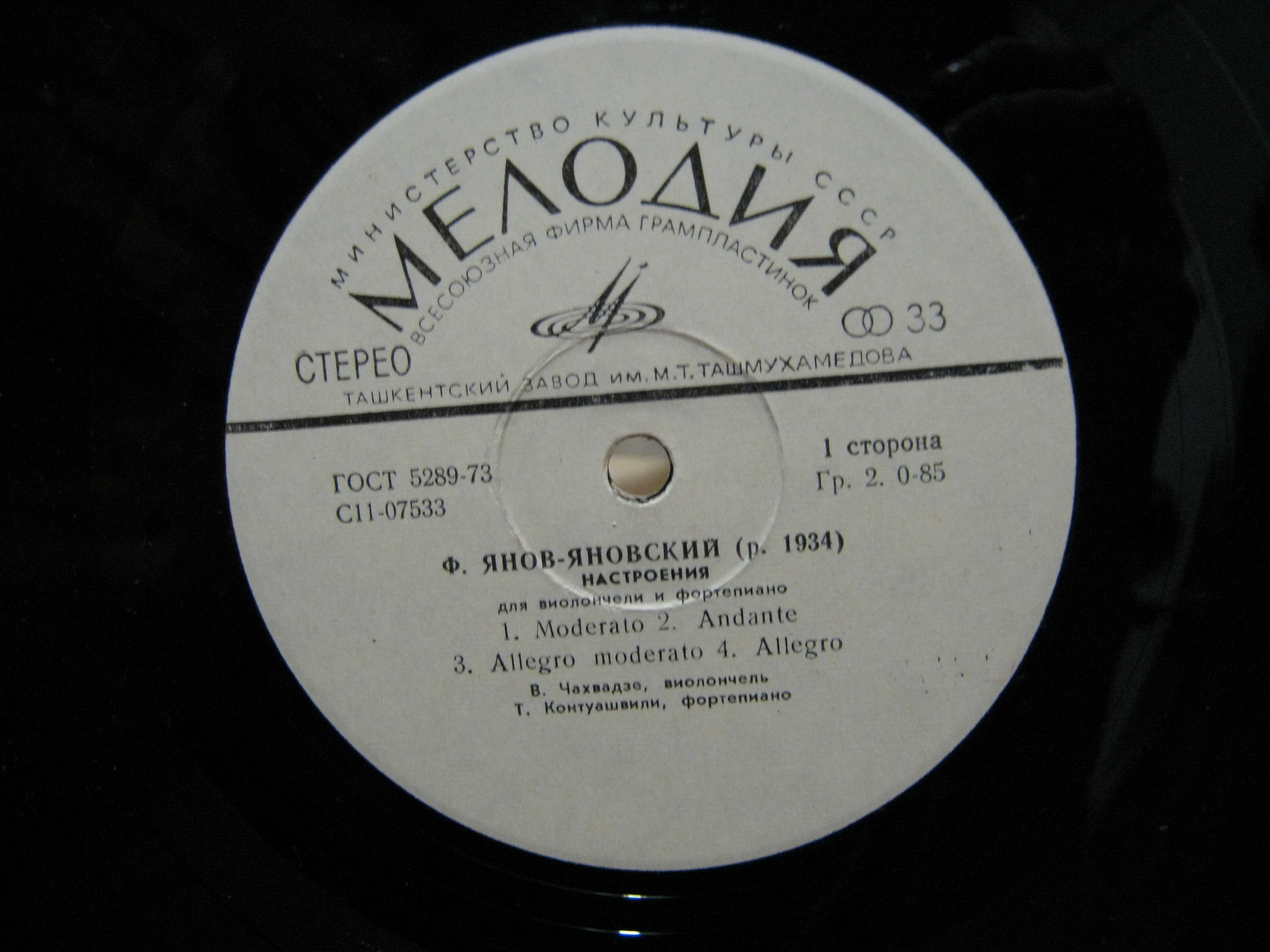

Позже В. З. Чахвадзе начал работу в Магнитогорской консерватории, выступления с концертами в Магнитогорске, Челябинске, Новосибирске, Тольятти.

## Научная и преподавательская деятельность
Научная и преподавательская деятельность В. З. Чахвадзе направлена на установления тесной связи теории исполнительства с процессом музицирования и педагогической практикой. Работая в Новосибирской, Ташкентской и Магнитогорской консерваториях преподавателем классов специального инструмента, квартета и камерного ансамбля, он ведёт занятия со студентами и ассистентами-стажерами, читает курсы лекций по курсам «Методика преподавания на струнно-смычковых инструментах» и «История смычкового искусства».
Профессор В. З. Чахвадзе подготовил немало специалистов, которые успешно работают в России, в республиках бывшего СССР и за рубежом (США, Австралия, Германия, Израиль и т. д.).
Скончался 25 января 2021 года. Похоронен на Левобережном кладбище Магнитогорска.

## Публикации
- Три монографии: «Комплексный подход в работе над музыкальным произведением», «Технология исполнения пиццикато на виолончели», «Очерки по проблемным вопросам современной методики преподавания на струнно-смычковых инструментах» (Ташкент; Магнитогорск, 2006).
- Очерки по проблемным вопросам системы музыкального образования в России, созданного по образцу Московской консерватории, и преемственности его в периферийных консерваториях. Кн. 2. — Ташкент; Магнитогорск, 2009.
- Очерки по проблемным вопросам методики преподавания на смычковых инструментах. — Ташкент; Магнитогорск, 2006.
- О некоторых научных основах методики обучения на музы-кальных инструментах // Проблемы музыкальной науки Узбекистана. — Фан, 1973.
- О научном подходе в музыкальной педагогике // Вопросы музыкальной педагогики. — Новосибирск, 1973.
- Внимание — важнейший психологический фактор повышения эффективности занятий на музыкальном инструменте // Теоретические проблемы узбекской музыки. — ТашГУ, 1976.
- Типичные недостатки постановки рук на виолончели и их устранение // Методика преподавания музыкальных дисциплин. — Ташкент: Уки-тувчи, 1979.
- Теоретические основы «давыдовского наклонения смычка» и использование его при исполнении аккордов на виолончели // Методические записки музыкальной школы имени В. А. Успенского. — Вып. 2. — Ташкент: Мехнат, 1993.
- Зависимость «силовой» игры на виолончели от состояния музыкального инструмента // Методические записки музыкальной школы имени В. А. Успенского. — Вып. 6. — Ташкент: Фан, 1997.
- Ф. С. Дружинин — блюститель традиций русской школы Московской консерватории. — Магнитогорск, 2006.
- около 30 научных статей.

## Награды и звания
- Заслуженный артист Российской Федерации (2004)